# The Blues Is Where It's At
The Blues Is Where It's At  — студийный альбом  Отиса Спэнна, выпущенный в 1967 году, записанный вживую в студии. Переиздание альбома 1983 года под названием Nobody Knows Chicago Like I Do стало лауреатом 5th Blues Music Awards 1984 года в номинации «Перевыпущенный альбом» .

## Об альбоме
Альбом записывался в Нью-Йорке 30 августа 1966 года в клубе Cafe Au Go Go. На тот момент Отис Спэнн оставался пианистом группы Мадди Уотерса, и вполне естественно, что в записи сольного альбома Спэнна участвовала группа Уотерса со звёздным составом, и сам Уотерс тоже. Перед записью альбома поползли слухи, что Спэнн собирается записать сольный альбом, и в назначенную дату в клубе собрались друзья музыканта, его коллеги по цеху и друзья коллег. Продюсер Боб Тиле оценив ситуацию, решил ей воспользоваться, создав атмосферу вечеринки, и снабдил как музыкантов, так и публику алкоголем. Запись такой и получилось: так, Джордж «Гармоника» Смит периодически отсутствовал «гоняя за пивом для дам», к нему присоединился Лютер Джонсон и они оба отсутствуют на записи «My Home Is On The Delta». «Spann Blues» — это просто импровизация блюзменов  
В дальнейшем альбом перевыпускался: в 1983 году под названием Nobody Knows Chicago Like I Do, получив премию Blues Music Awards как лучший перевыпущенный альбом (и в дальнейшем ещё несколько раз перевыпускался под этим названием); в 1990 году был выпущен в Германии под названием Blues Collection 17, наконец в 1995 году вошёл в состав CD Down To Earth — The Bluesway Recordings .

## Список композиций
| №  | Название               | Автор(ы)                 | Длительность |
| -- | ---------------------- | ------------------------ | ------------ |
| 1. | «Popcorn Man»          | Мадди Уотерс             | 2:20         |
| 2. | «Brand New House»      | Бобби Дарин, Вуди Харрис | 3:04         |
| 3. | «Chicago Blues»        | Джордж Спинк, Отис Спэнн | 2:51         |
| 4. | «Steel Mill Blues»     | Отис Спэнн               | 4:17         |
| 5. | «Down On Sarah Street» | Отис Спэнн               | 3:05         |

| №  | Название                                       | Автор(ы)                                        | Длительность |
| -- | ---------------------------------------------- | ----------------------------------------------- | ------------ |
| 6. | «T'Aint Nobody's Bizness If I Do»              | Кларенс Уильямс, Портер Грейнджер, Роберт Принс | 3:52         |
| 7. | «Nobody Knows Chicago Like I Do (Party Blues)» | Отис Спэнн                                      | 2:35         |
| 8. | «My Home Is On The Delta»                      | Мадди Уотерс                                    | 3:12         |
| 9. | «Spann Blues»                                  | Отис Спэнн                                      | 4:28         |

## Участники записи
- Отис Спэнн  — фортепиано, вокал

- Сэмми Лоугорн — гитара
- Лютер Джонсон — гитара
- Мадди Уотерс — гитара
- Джордж «Гармоника» Смит  — губная гармоника
- Мак Арнольд — бас-гитара
- Фрэнсис Клей — ударные

## Производство
- Боб Тиле — продюсер
- Боб Арнольд — звукооператор
- Джо Лебоу — дизайн конверта
- Стэнли Дэнс — аннотация
- Чарльз Шабакон — фотография